# Hospital Universitário de São João
O Hospital Universitário de São João MHM (HUSJ), é um hospital central, universitário, geral e polivalente que integra desde 2024 a Unidade Local de Saúde de São João (ULS São João), que por sua vez pertence ao Serviço Nacional de Saúde (SNS).
O Hospital fica localizado na Asprela, na freguesia de Paranhos, no município do Porto, e foi inaugurado a 24 de junho de 1959. Em termos académicos e de investigação científica, colabora com a Faculdade de Medicina da Universidade do Porto, mediante um protocolo de ação e entendimento entre as instituições.
O Hospital presta assistência sanitária diretamente à população das freguesias do Bonfim, Paranhos, Campanhã e Aldoar, dentro do município do Porto, bem como aos municípios da Maia e Valongo. Atua igualmente como centro hospitalar de referência para os distritos do Porto (com exceção dos seus municípios de Baião, Amarante e Marco de Canaveses), Braga e Viana do Castelo.

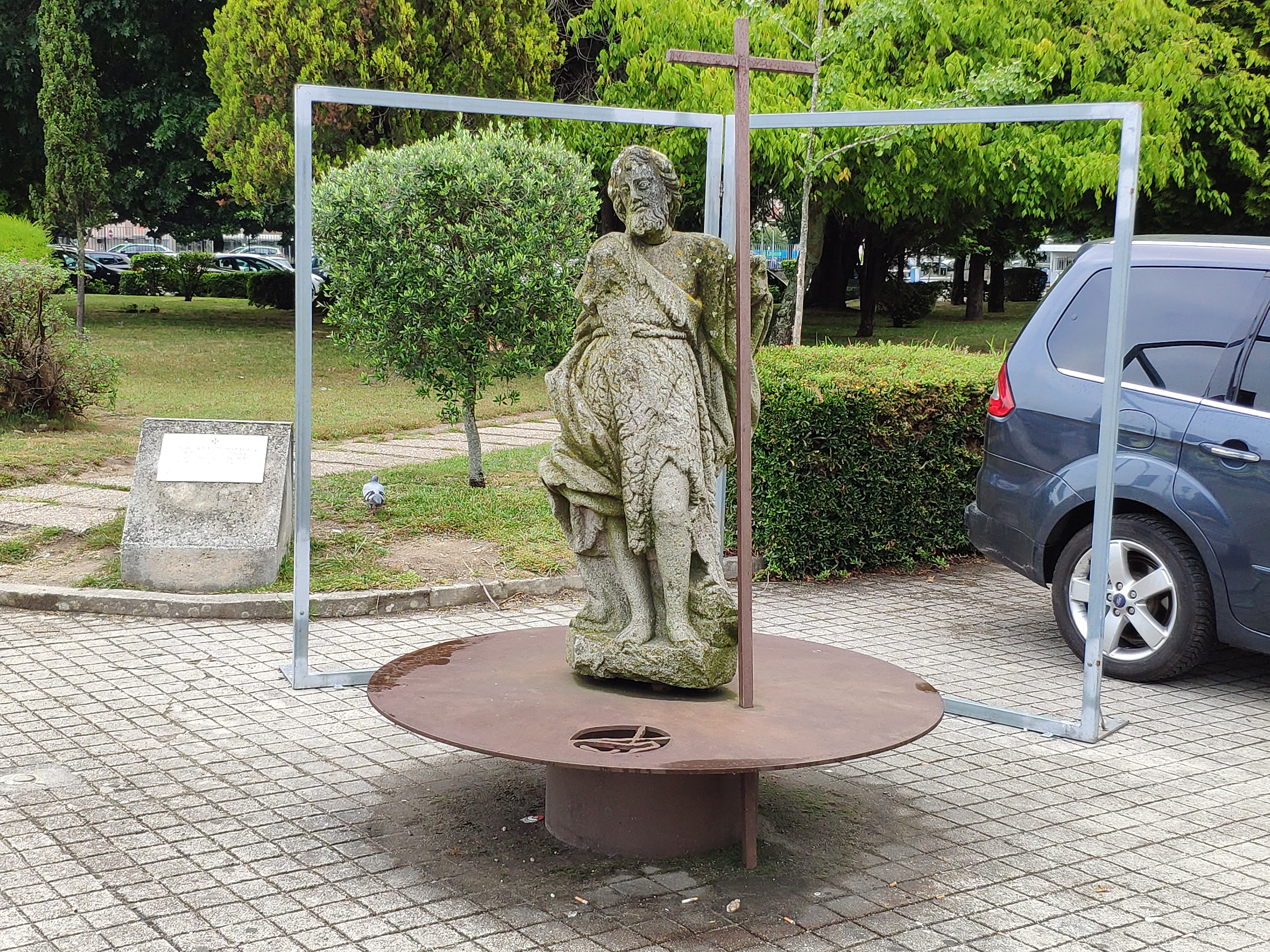
Estátua de homenagem ao santo português São João de Deus, padroeiro dos hospitais, doentes e enfermeiros, e patrono da instituição, situada na área exterior do centro hospitalar.

## História
Em 1825 o rei D. João VI criou a Real Escola de Cirurgia do Porto. Em 1883 mudou de nome para Escola Médico-Cirúrgica do Porto, com instalações ao lado do Hospital de Santo António. Em 1911 foi criada a Faculdade de Medicina da Universidade do Porto no edifício da Escola Médico-Cirúrgica do Porto.
Em 28 de maio de 1926 dá-se um golpe de estado, que dará lugar ao regime do Estado Novo em 1933. É iniciado um longo processo para construir dois hospitais escolares de grandes dimensões, um em Lisboa (Hospital Santa Maria) e outro no Porto.
O edifício do Centro Hospitalar Universitário de São João foi oficialmente inaugurado a 24 de junho de 1959, feriado de São João, na zona da Asprela, pelo então chefe de Estado, Almirante Américo Tomás. Idealizado como um hospital escolar, rapidamente se tornou uma referência nacional, quer ao nível do ensino e investigação em medicina, como da assistência hospitalar à população. Ocorre também  a transferência de toda a faculdade de medicina para as instalações do novo hospital. No velho edifício foi fundado uma outra escola médica, o Instituto de Ciências Biomédicas Abel Salazar.
A Comissão Instaladora do hospital foi presidida pelo professor dr. Hernâni Monteiro, anatomista e professor decano da Faculdade de Medicina da Universidade do Porto, a quem coube dar a lição inaugural dos trabalhos escolares da faculdade no novo edifício, em 9 de Novembro de 1959. 
A 3 de Agosto de 1984 o Centro Hospitalar Universitário de São João foi feito Membro-Honorário da Ordem do Mérito.